# Wolfgang Soergel (Paläontologe)
Johannes Wolfgang Adolf Werner Soergel (* 28. Januar 1887 in Weimar; † 26. Juli 1946 in Freiburg im Breisgau) war ein deutscher Geologe und Paläontologe.

## Leben

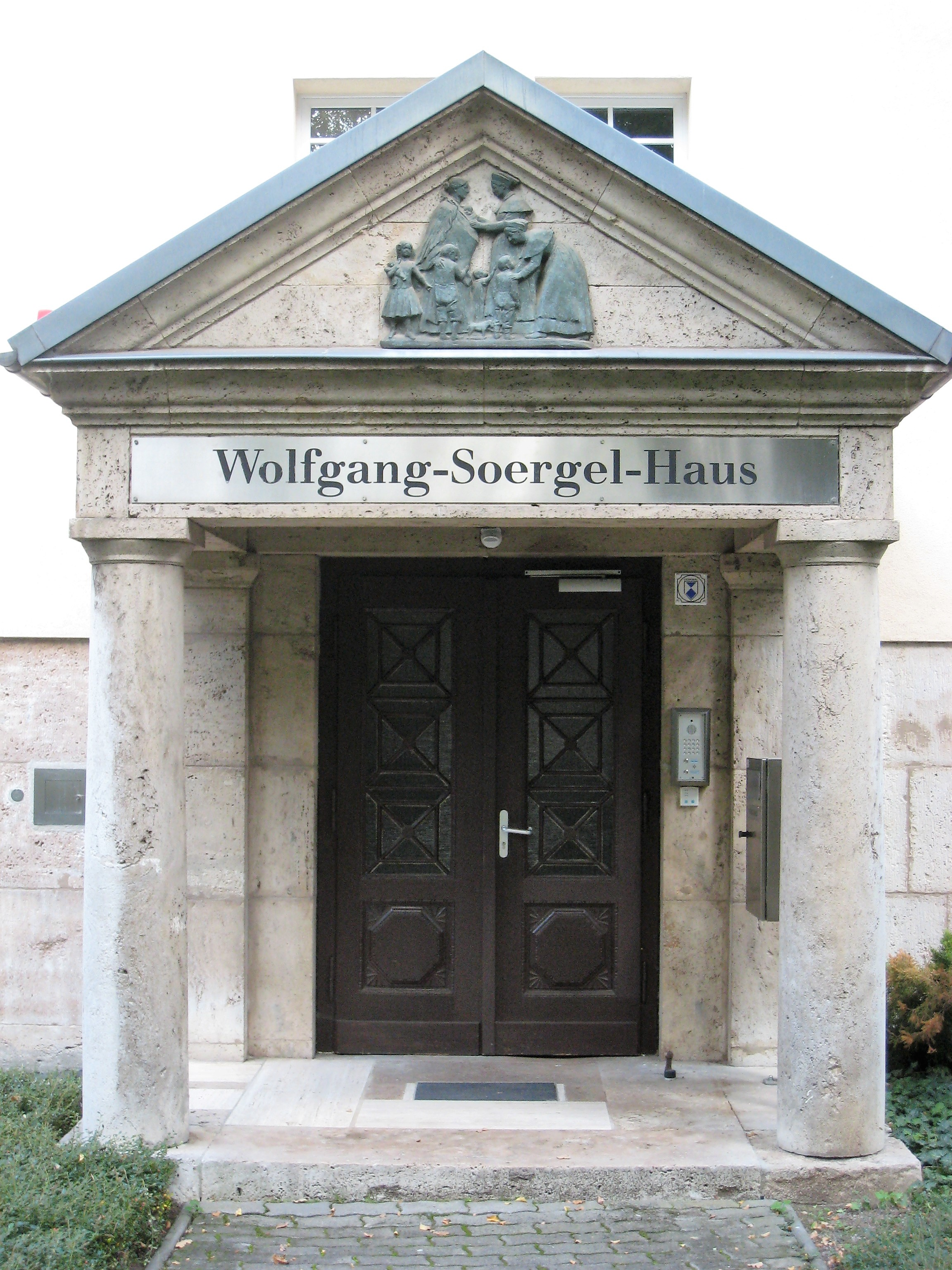
Eingang zum Hauptgebäude des Senckenberg-Forschungsinstituts für Quartärpaläontologie in Weimar

Wolfgang Soergel studierte nach dem Abitur in Weimar ab 1907 Geologie an der Universität Greifswald (unter anderem bei Otto Jaekel) und an der Albert-Ludwigs-Universität Freiburg, an der er 1910 bei Wilhelm Deecke summa cum laude promoviert wurde. Danach war er Assistent in Freiburg und habilitierte sich 1916 bei Josef Felix Pompeckj an der Universität Tübingen (Löße, Eiszeiten und paläolithische Kulturen, 1919), an der er 1919 außerordentlicher Professor wurde (Antrittsvorlesung Die Permanenz der Kontinente und Ozeane). 1922 bis 1926 war er ehrenamtlicher Kurator des Museums für Ur- und Frühgeschichte Weimar. 1926 wurde er als Nachfolger von Hans Cloos Professor an der Universität Breslau und 1931 wurde er als Nachfolger von Deecke Professor für Geologie und Paläontologie in Freiburg, wo er bis zu seinem Tod blieb. Sein Nachfolger in Freiburg war Max Pfannenstiel.
Er befasste sich unter anderem mit der Stratigraphie des Eiszeitalters und erkannte hier die Bedeutung von Periglazial-Ablagerungen (Löß, Schotterterrassen), die er dann unter anderem in Thüringen (an der Ilm) 1924 untersuchte und dabei 11 kalte Phasen unterschied. 1925 korrelierte er diese mit den Strahlungskurven von Milutin Milanković.
Er befasste sich auch mit der Rekonstruktion des Chirotherium-Verursachers.
Er gehört im August 1912 zu den 34 Gründungsmitgliedern der Paläontologischen Gesellschaft, wurde 1931 ordentliches Mitglied der Heidelberger Akademie der Wissenschaften und 1927 Mitglied der Leopoldina.
Er war seit 1926 verheiratet.
Das Hauptgebäude des Senckenberg-Forschungsinstituts für Quartärpaläontologie in Weimar, das vormalige Feodoraheim, ist ihm zu Ehren benannt.

## Schriften
- Das Problem der Permanenz der Ozeane und Kontinente, Stuttgart 1917

- Löße, Eiszeiten und paläolithische Kulturen, Jena: G. Fischer 1919
- Elephas columbi Falconer. Ein Beitrag zur Stammesgeschichte des Elefanten und zum Entwicklungsmechanismus des Elefantengebisses, Jena 1921
- Die Ursachen der diluvialen Aufschotterung und Erosion, Berlin 1921
- Die Jagd der Vorzeit, Jena 1922
- Diluviale Flußverlegungen und Krustenbewegungen, Berlin 1923 Archive
- Die diluvialen Terrassen der Ilm und ihre Bedeutung  für die Gliederung des Eiszeitalters, Jena 1924
- Die Fährten der Chirotheria, Jena 1925
- Die Vereisungskurve, Berlin 1937
- Das Eiszeitalter, Jena 1938
- Die Massenvorkommen des Höhlenbären, Jena 1940